# Balzám na rty

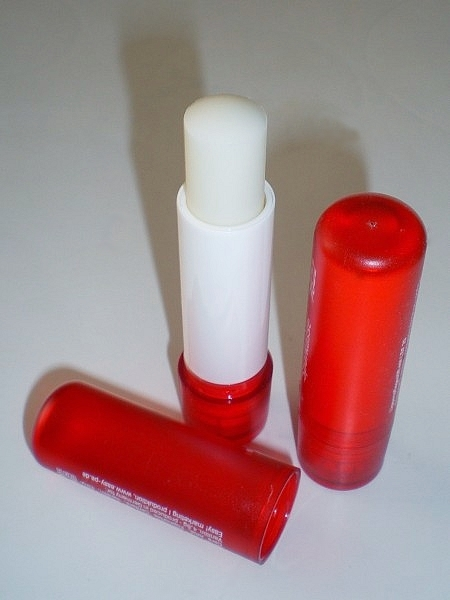
Balzám na rty v typickém balení

Balzám na rty je kosmetický přípravek používaný k ochraně rtů před vysušováním. Obsahuje mimo jiné včelí vosk nebo karnaubský vosk, kafr, cetylalkohol, lanolin a parafín. Regeneruje kůži rtů, tvoří ji odolnou vůči mrazu či suchým povětrnostním podmínkám. Má většinou tuhou konzistenci v tyčince, kalíšku či tubičce. Při aplikaci se spojí s pokožkou a dodává jí ochranné a výživné látky.
Jelení lůj je chráněné označení pro balzámy na rty družstva Detecha z Nového Města nad Metují. K výrobě se místo jeleního tuku používá hovězí tuk. Základem balzámů je přírodní komplex triglyceridů mastných kyselin ve směsi s medicinální vazelínou a parafíny bez chemické konzervace. Proto je mohou používat i alergici a exematici.
Jelení lůj s placentou se vyrábí na základě receptury ze 60. let. Do výrobku se přidává vepřový placentární výtažek.
V roce 2008 se vyrábělo kolem dvaceti druhů Jeleních lojů. V roce 2017 Detecha uvedla na trh řadu ochucených Jeleních lojů bez minerálních olejů, které jsou určeny dětem od šesti do dvanácti let.